# افسانه‌های معبد پنهان (فیلم)
افسانه‌های معبد پنهان (انگلیسی: Legends of the Hidden Temple) یک فیلم تلویزیونی ماجراجویی است که بر پایهٔ یک مسابقهٔ تلویزیونی به همین نام ساخته شد.

## داستان
سه خواهر و برادر، نوجوانی به نام سیدی و برادران کوچکترش نوآ و دادلی، به همراه والدین خود در مکزیک تعطیلات خود را می‌گذرانند. والدین به آن‌ها اجازه می‌دهند که خودشان از پارک موضوعی معبد پنهان بازدید کنند، جایی که کرک فاگ اکنون به عنوان راهنمای تور کار می‌کند. نوآ، که شیفته افسانه‌های معبد پنهان است و اعتقاد دارد آن‌ها واقعی هستند، آرزو می‌کند کاش می‌توانست آن را از داخل کشف کند. اما فاگ فاش می‌کند که معبد سال‌ها پیش پس از یک حادثه به روی عموم بسته شده است. فاگ که تحت تاثیر دانش نوآ درباره معبد قرار گرفته است، نقشه‌ای را که در داخل پیدا کرده به او می‌دهد. نوآ و دادلی، با وجود ناراحتی سیدی، مخفیانه وارد منطقه ممنوعه می‌شوند، جایی که گمان می‌رود ورودی مخفی معبد باشد. سیدی تلاش می‌کند جلوی آن‌ها را بگیرد، اما به طور اتفاقی روی دریچه مخفی پا می‌گذارد که آن‌ها را به داخل معبد می‌فرستد.
بچه‌ها در داخل معبد توسط کسی جز اولمک که زمانی یک پادشاه بوده است، مورد استقبال قرار می‌گیرند. او لحظه‌ای از زندگی خود را به یاد می‌آورد، سپس آنچه را که به خاطر دارد برای آن‌ها بازگو می‌کند. او قصد داشت پسر خوبش، شاهزاده زوما، را به عنوان جانشین پادشاهی معرفی کند که ناگهان پسر شرور او، تاک و ارتشش از نگهبانان معبد ظاهر شدند و تلاش کردند زوما را بکشند و تاک را به عنوان پادشاه منصوب کنند. بنابراین اولمک چاره‌ای جز تبدیل تمام تمدن به سنگ نداشت. نوآ معتقد است که او، سیدی و دادلی تنها کسانی هستند که می‌توانند پادشاهی را به شکوه سابق خود بازگردانند. اولمک به آن‌ها دستور می‌دهد که هر دو نیم‌آویز زندگی را در اتاق جنگجویان باستانی و اتاق گنج پیدا کنند، اما به آن‌ها در مورد خطراتی که ممکن است در اطراف معبد کمین کرده باشند هشدار می‌دهد. هنگامی که هر دو نیم‌آویز پیدا شدند، باید آن‌ها را ترکیب کرد تا معبد باز شود و سپس ظرف سه دقیقه از آن خارج شوند، در غیر این صورت هر سه خواهر و برادر در خطر گرفتار شدن برای همیشه در داخل معبد خواهند بود.

## گزیدهٔ بازیگران
- ایزابلا مونر
- جت جورگنزمایر
- دنیل کادمور
- دی بردلی بیکر
- کریستال